# Babași, Huleaipole
Babași (în ucraineană Бабаші) este un sat în comuna Dolînka din raionul Huleaipole, regiunea Zaporijjea, Ucraina.

## Demografie
Componența lingvistică a localității Babași
     Ucraineană (100%)
Conform recensământului din 2001, toată populația localității Babași era vorbitoare de ucraineană (100%).